# NGC 673
NGC 673 este o galaxie spirală situată în constelația Berbecul. A fost descoperită în 4 septembrie 1786 de către William Herschel. De asemenea, a fost observată încă o dată de către Heinrich Louis d'Arrest.